# Caparrosa
Caparrosa é uma povoação portuguesa do Município de Tondela que foi sede da extinta Freguesia de Caparrosa, freguesia que tinha 18,02 km² de área e 805 habitantes (2011), e, por isso, uma densidade populacional de 44,7 hab/km².
Com a reorganização administrativa de 2012, a Freguesia de Caparrosa foi agregada à Freguesia de Silvares para criar a União das Freguesias de Caparrosa e Silvares.

## População
| População da freguesia de Caparrosa | População da freguesia de Caparrosa | População da freguesia de Caparrosa | População da freguesia de Caparrosa | População da freguesia de Caparrosa | População da freguesia de Caparrosa | População da freguesia de Caparrosa | População da freguesia de Caparrosa | População da freguesia de Caparrosa | População da freguesia de Caparrosa | População da freguesia de Caparrosa | População da freguesia de Caparrosa | População da freguesia de Caparrosa | População da freguesia de Caparrosa | População da freguesia de Caparrosa |
| ----------------------------------- | ----------------------------------- | ----------------------------------- | ----------------------------------- | ----------------------------------- | ----------------------------------- | ----------------------------------- | ----------------------------------- | ----------------------------------- | ----------------------------------- | ----------------------------------- | ----------------------------------- | ----------------------------------- | ----------------------------------- | ----------------------------------- |
| 1864                                | 1878                                | 1890                                | 1900                                | 1911                                | 1920                                | 1930                                | 1940                                | 1950                                | 1960                                | 1970                                | 1981                                | 1991                                | 2001                                | 2011                                |
| 1 353                               | 1 435                               | 1 172                               | 1 214                               | 1 180                               | 1 268                               | 1 144                               | 1 115                               | 1 264                               | 1 174                               | 1 080                               | 1 061                               | 969                                 | 910                                 | 805                                 |

| Distribuição da População por Grupos Etários | Distribuição da População por Grupos Etários | Distribuição da População por Grupos Etários | Distribuição da População por Grupos Etários | Distribuição da População por Grupos Etários | Distribuição da População por Grupos Etários | Distribuição da População por Grupos Etários | Distribuição da População por Grupos Etários | Distribuição da População por Grupos Etários | Distribuição da População por Grupos Etários |
| -------------------------------------------- | -------------------------------------------- | -------------------------------------------- | -------------------------------------------- | -------------------------------------------- | -------------------------------------------- | -------------------------------------------- | -------------------------------------------- | -------------------------------------------- | -------------------------------------------- |
| Ano                                          | 0-14 Anos                                    | 15-24 Anos                                   | 25-64 Anos                                   | > 65 Anos                                    |                                              | 0-14 Anos                                    | 15-24 Anos                                   | 25-64 Anos                                   | > 65 Anos                                    |
| 2001                                         | 119                                          | 120                                          | 460                                          | 211                                          |                                              | 13,1%                                        | 13,2%                                        | 50,5%                                        | 23,2%                                        |
| 2011                                         | 109                                          | 77                                           | 407                                          | 212                                          |                                              | 13,5%                                        | 9,6%                                         | 50,6%                                        | 26,3%                                        |

Média do País no censo de 2001:  0/14 Anos-16,0%; 15/24 Anos-14,3%; 25/64 Anos-53,4%; 65 e mais Anos-16,4%

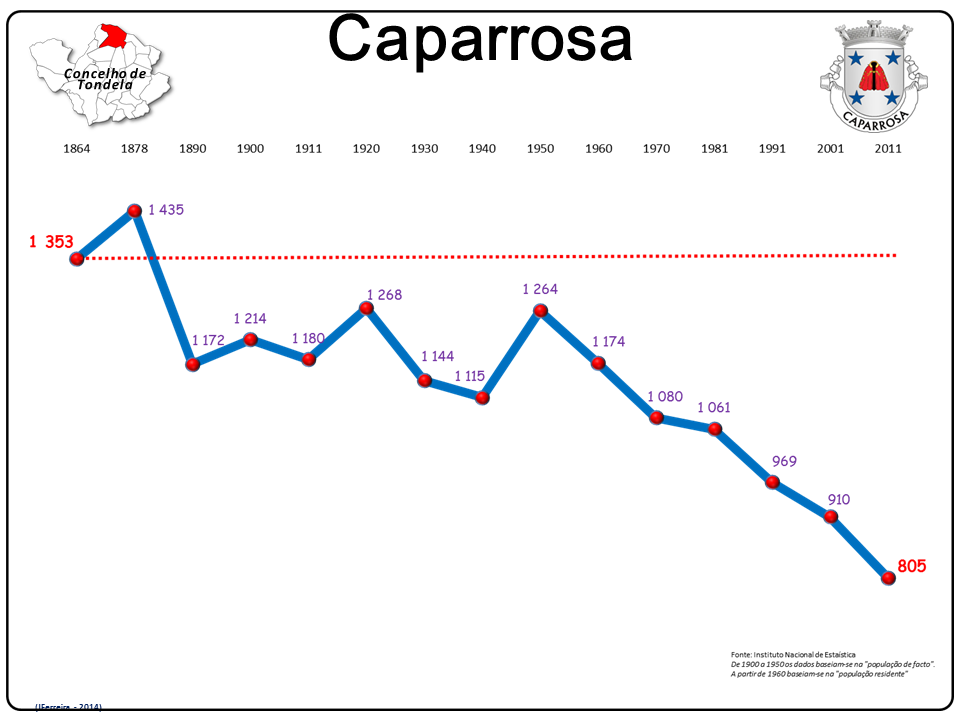
Evolução da População 1864 / 2011

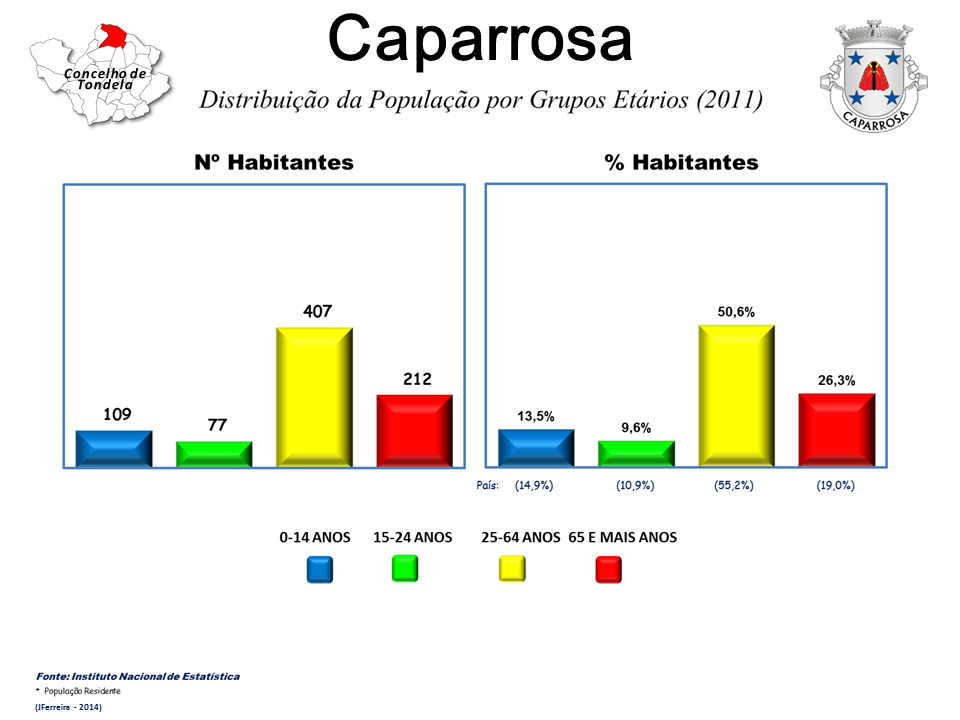
Evolução da População 1864 / 2011

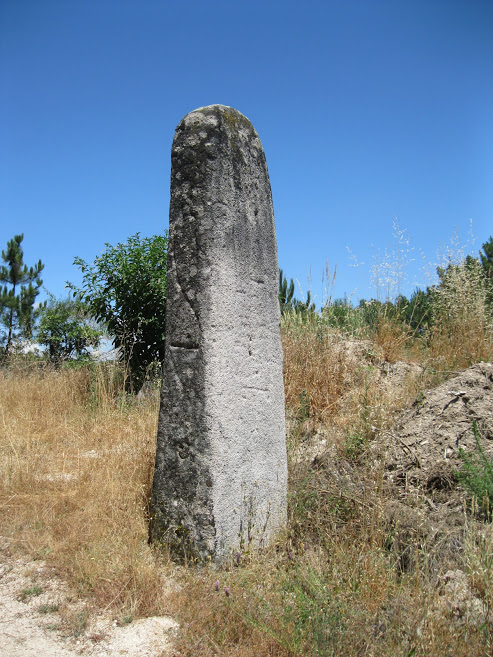
Menir de Caparrosa

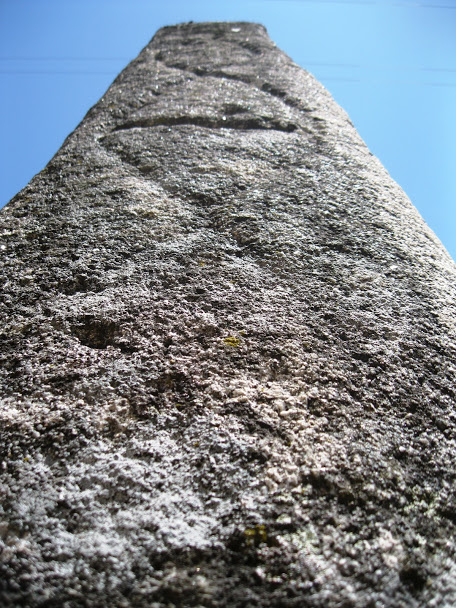
Pormenor do Menir

Média do País no censo de 2011:   0/14 Anos-14,9%; 15/24 Anos-10,9%; 25/64 Anos-55,2%; 65 e mais Anos-19,0%

## Património
- Troço de Calçada Romana em Paranho de Besteiros
- Estela Menir da Caparrosa